# Yusuke Higa
Yusuke Higa (比嘉 祐介 Higa Yusuke?), född 15 maj 1989 i Okinawa prefektur, är en japansk fotbollsspelare.
Higa började sin karriär 2012 i Yokohama F. Marinos. 2014 blev han utlånad till Kyoto Sanga FC. Han gick tillbaka till Yokohama F. Marinos 2015. 2016 flyttade han till JEF United Chiba. Efter JEF United Chiba spelade han för Tokyo Verdy.